# Craspedisia cornuta
Craspedisia cornuta là một loài nhện trong họ Theridiidae.
Loài này thuộc chi Craspedisia. Craspedisia cornuta được Eugen von Keyserling miêu tả năm 1891.

## Hình ảnh